# 374 (tal)
374 är det naturliga talet som följer 373 och som följs av 375.

## Inom vetenskapen
- 374 Burgundia, en asteroid.

## Inom matematiken
- 374 är ett jämnt tal
- 374 är ett sammansatt tal
- 374 är ett defekt tal
- 374 är ett sfeniskt tal